# Mike (höna)
Mike, född 20 april 1945, död 17 mars 1947, även känd som Mike the Headless Chicken eller Miracle Mike, var en amerikansk höna som levde 18 månader utan huvud, något den blivit känd för.
Den 10 september 1945 var det meningen att Mike skulle bli till soppa till bonden Lloyd Olsens svärmor. Olsen slant dock med yxan och, trots att Mike nu saknade huvud, hade Mike hela halspulsådern intakt och en stor del av hjärnstammen kvar. Detta resulterade i att Mike inte blev middag utan istället rikskändis.
Under de kommande 18 månaderna turnerade Mike omkring i USA som "Mike den huvudlösa kycklingen" tills Mike dog på ett motell i Phoenix i mars 1947.